# Estación de San Antonio de Requena
San Antonio de Requena es un apeadero ferroviario situado en la localidad de San Antonio, en el municipio español de Requena en la provincia de Valencia, comunidad autónoma de la Comunidad Valenciana. Disponía de servicios de media distancia hasta el 8 de enero de 2021, y forma parte de la línea C-3 de Cercanías Valencia.

## Situación ferroviaria
La estación se encuentra en el punto kilométrico 7,3 de la línea férrea 310 de la red ferroviaria española que une Aranjuez con Valencia, a 707, 77 metros de altitud. Más concretamente este kilometraje tiene que ver con la sección Utiel-Valencia donde Utiel se toma como pk.0. Tomando la línea en su conjunto el pk. correspondiente es el 272,1, siendo sus colaterales las estaciones de Utiel y Requena. El tramo es de vía única y está sin electrificar. 

## Historia
La estación fue abierta al tráfico el 1 de octubre de 1885 con la finalización del tramo Sieteaguas-Utiel de la línea que pretendía unir inicialmente Valencia con Cuenca aunque finalmente se detuvo en Utiel. Las obras corrieron a cargo de la Sociedad de los Ferrocarriles de Cuenca a Valencia y Teruel, que en 1886 pasó a ser conocida como la Compañía de los Caminos de Hierro del Este de España. Sin grandes tráficos estables ni enlaces con ninguna línea de peso, «Este» se vio abocada a la bancarrota, siendo anexionada por la compañía «Norte» en 1892. Norte mantuvo la gestión de la estación hasta la nacionalización de la red de ancho ibérico en 1941 y la creación de RENFE. Desde el 1 de enero de 2005, tras la extinción de la antigua RENFE, Renfe Operadora explota la línea mientras que Adif es la titular de las infraestructuras. 

## Servicios ferroviarios

### Cercanías
Forma parte de la línea C-3 de Cercanías Valencia.
| procedencia/destino | < estación | Línea | estación > | destino/procedencia |
| ------------------- | ---------- | ----- | ---------- | ------------------- |
| Valencia-Norte      | Requena    |       | Utiel      | Utiel               |